# Трегастель
Трегасте́ль (фр. Trégastel, брет. Tregastell) — коммуна во Франции, находится в регионе Бретань. Департамент — Кот-д’Армор. Входит в состав кантона Перрос-Гирек. Округ коммуны — Ланьон.
Код INSEE коммуны — 22353.

## География
Коммуна расположена приблизительно в 430 км к западу от Парижа, в 155 км северо-западнее Ренна, в 65 км к северо-западу от Сен-Бриё.
Коммуна расположена на южном берегу пролива Ла-Манш.

## Климат
Климат умеренный океанический. Количество осадков умеренное, снег выпадает редко.
Ближайшая метеорологическая станция расположена в Перрос-Гиреке.
| Показатель                    | Янв. | Фев. | Март | Апр. | Май  | Июнь | Июль | Авг. | Сен. | Окт. | Нояб. | Дек.  | Год   |
| ----------------------------- | ---- | ---- | ---- | ---- | ---- | ---- | ---- | ---- | ---- | ---- | ----- | ----- | ----- |
| Средний суточный максимум, °C | 9,5  | 9,8  | 11,3 | 13,6 | 15,7 | 18,3 | 20,1 | 20,2 | 19,4 | 16,6 | 13,5  | 9,9   | 14,8  |
| Средний суточный минимум, °C  | 5,7  | 5,4  | 6,3  | 7,9  | 10   | 12,6 | 14,2 | 14,6 | 13,7 | 11,5 | 9,3   | 5,9   | 9,8   |
| Норма осадков, мм             | 82,8 | 65   | 58,2 | 47,2 | 58,6 | 48,8 | 55,3 | 46,4 | 31,1 | 74,6 | 93,4  | 101,4 | 762,8 |
| Источник: meteociel.fr        |      |      |      |      |      |      |      |      |      |      |       |       |       |

## Население
Население коммуны на 2016 год составляло 2 447 человек.
| 1962 | 1968 | 1975 | 1982 | 1990 | 1999 | 2008 | 2016 |
| ---- | ---- | ---- | ---- | ---- | ---- | ---- | ---- |
| 1670 | 1742 | 2013 | 2063 | 2201 | 2234 | 2412 | 2447 |

## Администрация
| Период | Период | Фамилия                  | Партия             | Примечания      |
| ------ | ------ | ------------------------ | ------------------ | --------------- |
| 1971   | 1983   | Рене Мартен              |                    | дантист         |
| 1983   | 1995   | Жорж Ле Ноан             | Разные левые       |                 |
| 1995   | 1997   | Жан-Поль Меар            | Разные правые      |                 |
| 1997   | 2001   | Бернар Ле Герн           | Разные левые       |                 |
| 2001   | 2008   | Лоик Ле Гийузер          | Разные левые       |                 |
| 2008   | 2014   | Ксавье-Мартен Ле Шевалье | Радикальная партия |                 |
| 2014   |        | Поль Дронью              |                    | страховой агент |

## Экономика
В 2007 году среди 1389 человек в трудоспособном возрасте (15—64 лет) 895 были экономически активными, 494 — неактивными (показатель активности — 64,4 %, в 1999 году было 63,1 %). Из 895 активных работали 788 человек (388 мужчин и 400 женщин), безработных было 107 (55 мужчин и 52 женщины). Среди 494 неактивных 115 человек были учениками или студентами, 240 — пенсионерами, 139 были неактивными по другим причинам.

## Достопримечательности
- Церковь Св. Анны (XII век). Исторический памятник с 1909 года[3]
- Часовня Сен-Горгон (XVIII век). Исторический памятник с 1952 года[4]
- Менгир Тремарш (эпоха неолита). Исторический памятник с 1960 года[5]
- Дольмен и галерея-мегалит (гробница коридорного типа) Кергёнтей (эпоха неолита). Исторический памятник с 1948 года[6]
- Дольмен на острове Ренот (эпоха неолита). Исторический памятник с 1977 года[7]

## Города-побратимы
- Фос (Испания, с 2003)
- Кусане[англ.] (Мали, с 2004)

## Фотогалерея

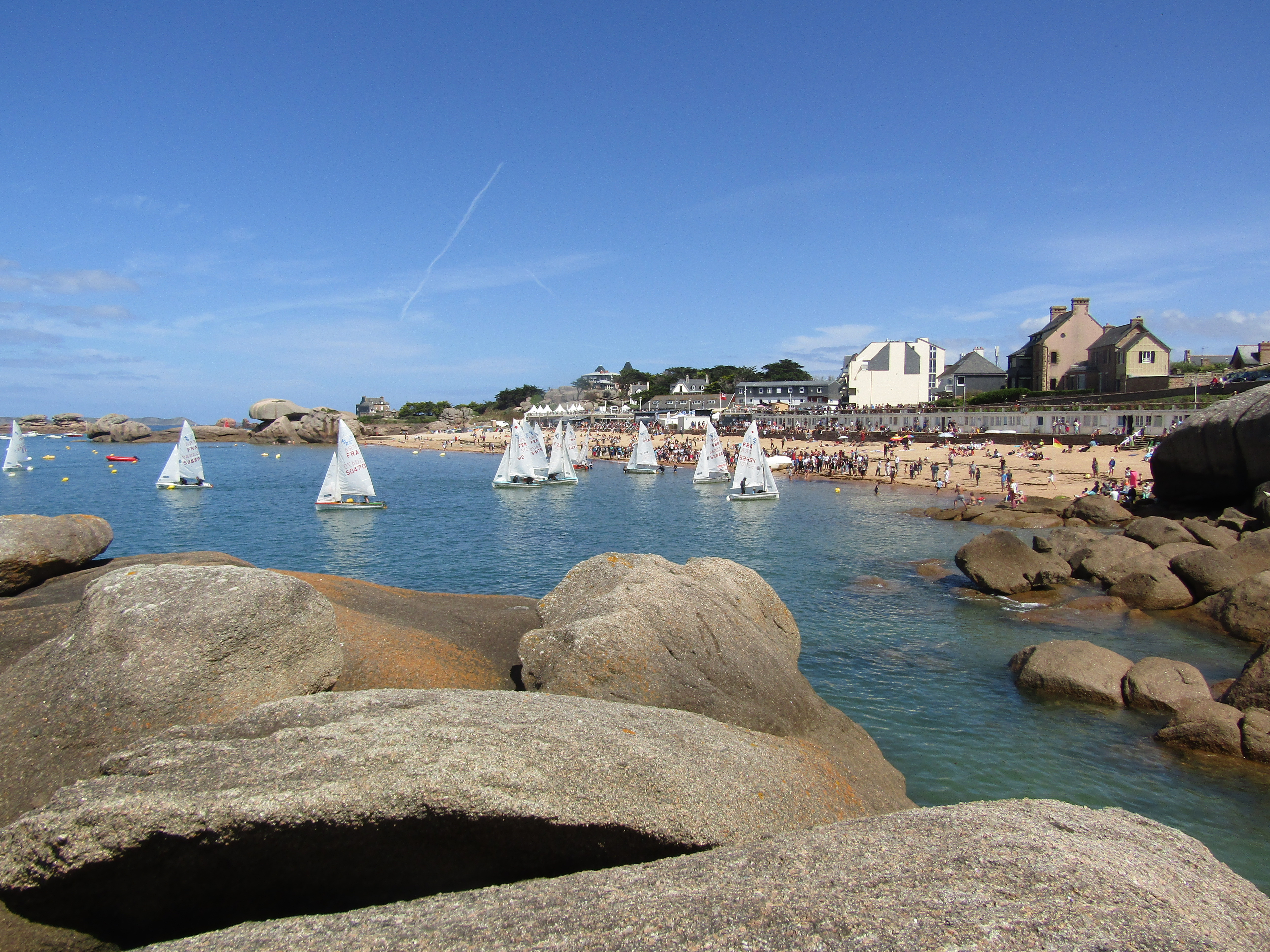
Пляж
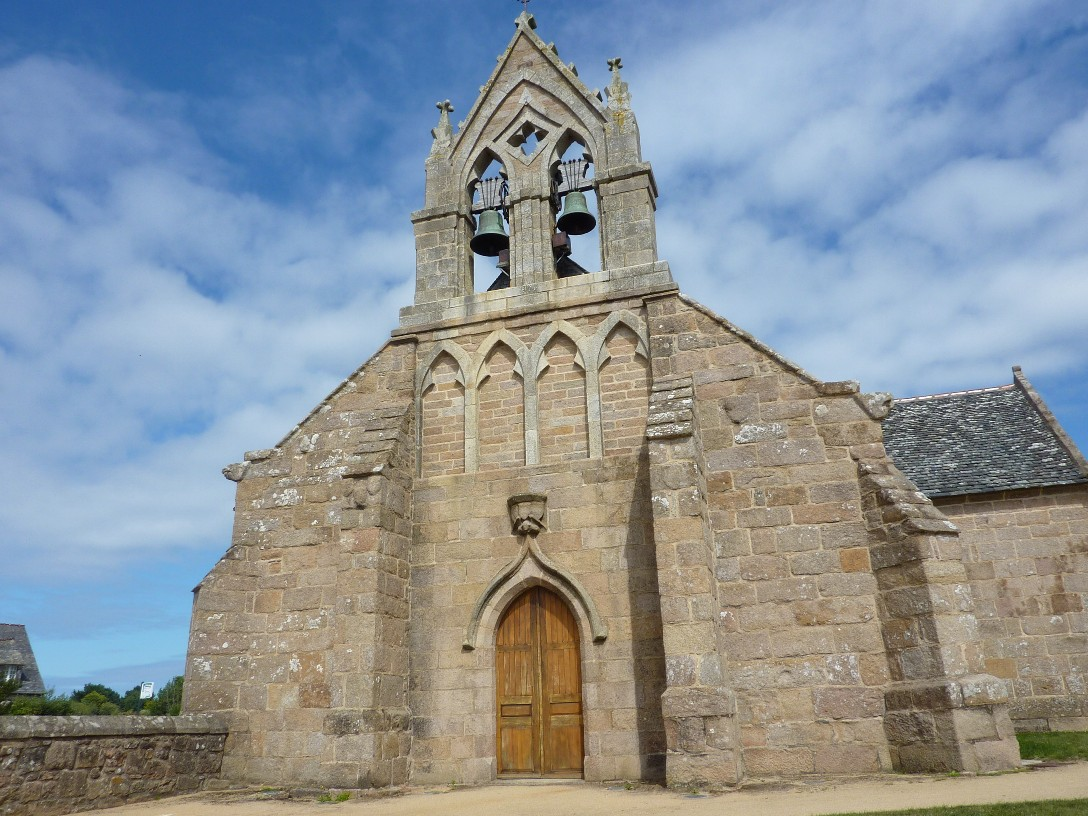
Церковь Св. Анны
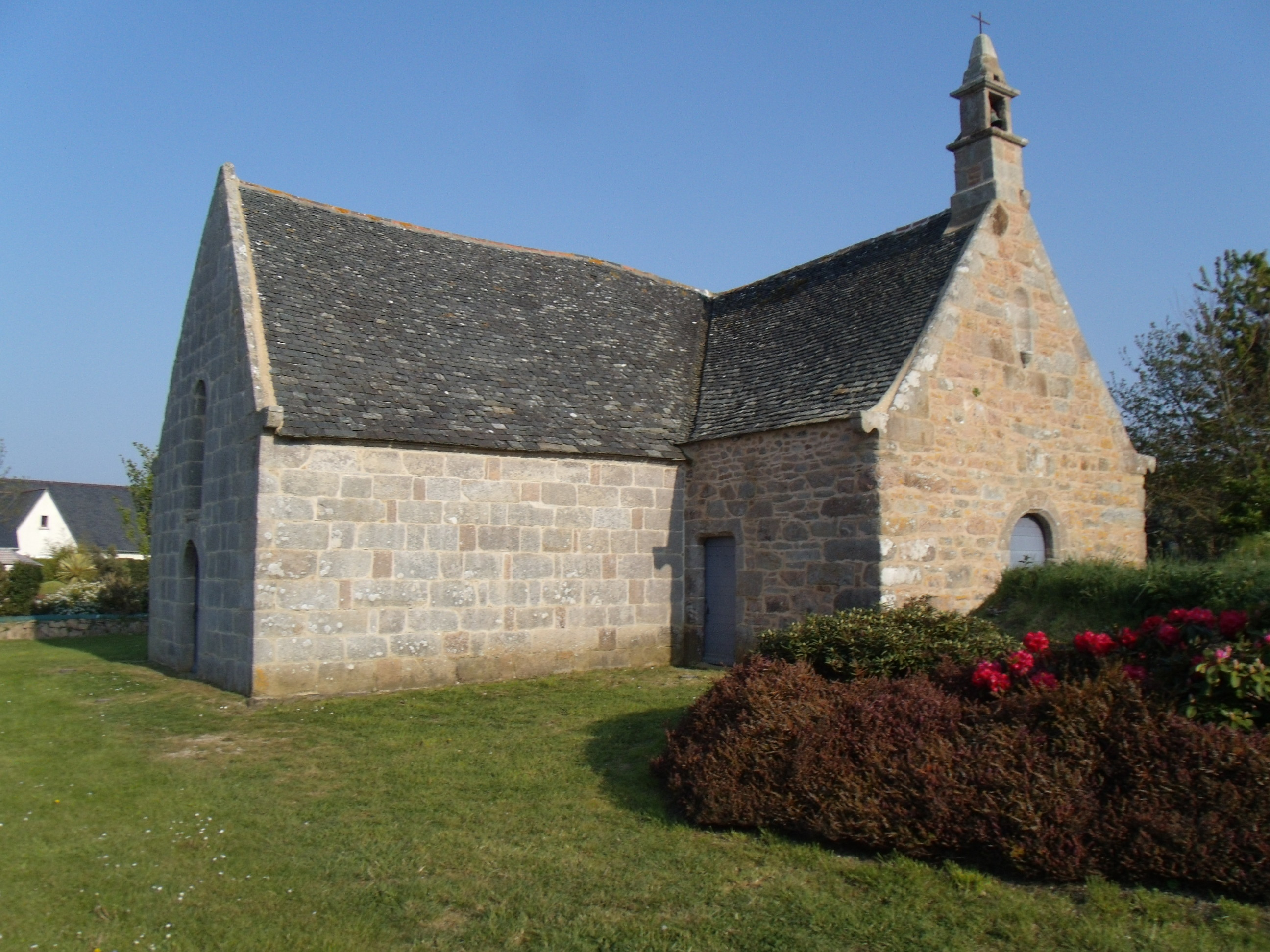
Часовня Сен-Горгон
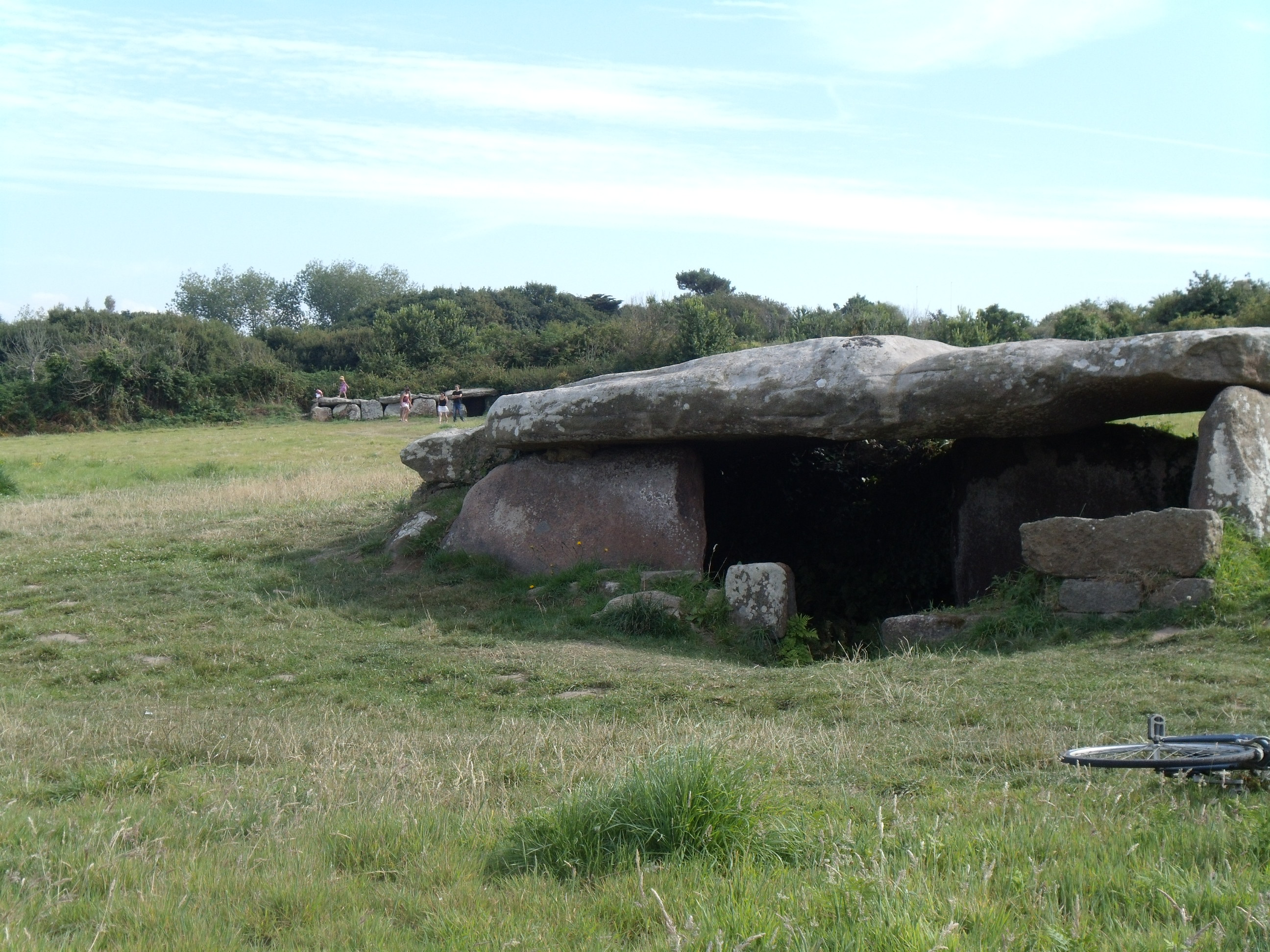
Дольмен и галерея-мегалит
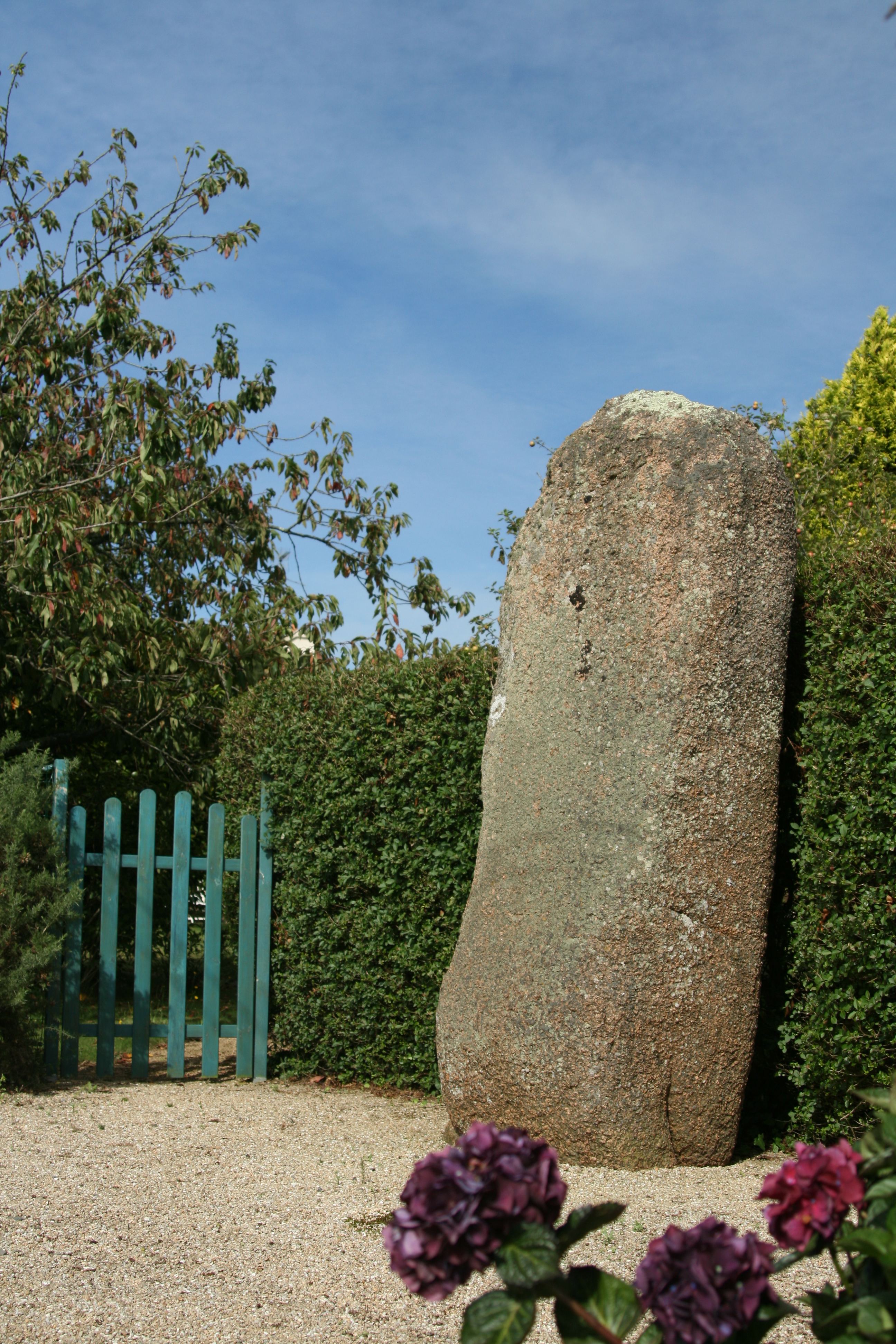
Менгир Тремарш
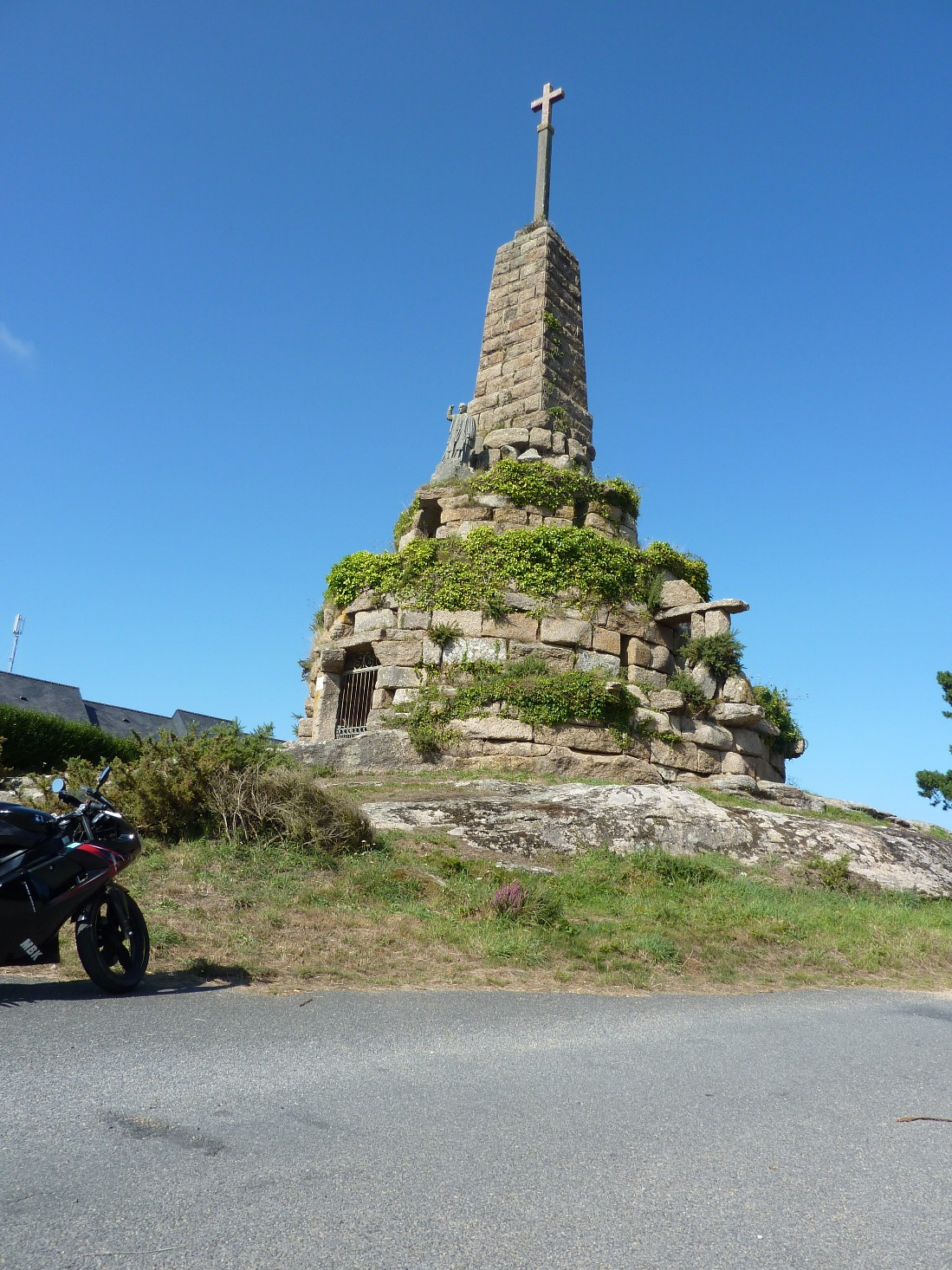
Монументальный крест